# Shawn Kemp
Shawn Travis Kemp (Elkhart, 26 novembre 1969) è un ex cestista statunitense, professionista nella NBA.
Fu soprannominato Reign Man (il regnante) per la sua abilità nella schiacciata, l'idea venne da un poster dove questo titolo accompagnava un Kemp ritratto mentre schiacciava sullo Space Needle di Seattle. In seguito lo speaker radiofonico dei Seattle SuperSonics Kevin Calabro, a forza di annunciarlo così alla Key Arena, lo rese noto con tale soprannome.

## Caratteristiche tecniche
Alto 208 cm per 104 kg circa di peso forma, era famoso per le sue schiacciate, che lo contraddistinguevano per la combinazione di atletismo, dinamismo e per l'elevazione che raggiungeva. Il soprannome Reign Man identificò il suo dominio fisico sugli avversari e funzionò anche per l'assonanza con Rain Man, non in riferimento all'omonimo film ma perché "faceva piovere" la palla nel cesto per via delle poderose schiacciate.

## Carriera

### La high school e la scelta NBA
Durante il suo anno da senior al liceo, Kemp firmò una lettera di intenti per giocare a basket all'Università del Kentucky. Tuttavia, Kemp non  riuscì a raggiungere il punteggio minimo di 700 sullo Scholastic Aptitude Test, o SAT, e fu costretto a perdere il suo primo anno secondo la regola Proposition 48 della NCAA.
Kemp decise di iscriversi a Kentucky. Tuttavia, lasciò la squadra nel novembre 1988 dopo essere stato accusato di aver portato al banco dei pegni due collane d'oro, che erano state segnalate rubate al suo compagno di squadra Sean Sutton, figlio dell'allora capo allenatore di Kentucky Eddie Sutton. Sean Sutton non sporse denuncia, ma Kemp si trasferì al Trinity Valley Community College in Texas. Dopo un semestre alla TVCC, dove non giocò, il diciannovenne Kemp si dichiarò così eleggibile per il draft NBA 1989 e venne scelto dai Seattle SuperSonics come 17ª chiamata assoluta. In pochi anni a Seattle dimostrò il suo valore e insieme a Gary Payton, scelto nel draft del 1990, andò a formare un duo playmaker-ala grande che a detta di molti ebbe lo stesso impatto della coppia John Stockton-Karl Malone degli Utah Jazz.

### La finale di Conference e le precoci eliminazioni
Sotto coach George Karl i due giocatori, il cui gioco dinamico piaceva al pubblico per le schiacciate che produceva, guidarono i Sonics alla conquista dei play-off nella stagione 1992-1993, presentandosi come una delle squadre favorite della Western Conference; al primo turno eliminarono i Jazz della coppia Stockton-Malone in 5 partite e al secondo turno vinsero in 7 partite contro gli Houston Rockets di Hakeem Olajuwon. In finale di Conference incontrano i Phoenix Suns di Charles Barkley, dove furono eliminati in 7 partite. L'anno successivo i Sonics registrarono il migliore record della Conference e al primo turno dei play-off incontrano i Denver Nuggets. Vinsero facilmente le prime due partite in casa ma poi persero per due volte in Colorado e la partita decisiva in casa. Fu una sconfitta inaspettata, per la prima volta nella storia dei play-off NBA la testa di serie nº 8 eliminava la nº 1. Anche l'anno dopo, al primo turno, persero in 4 partite contro gli sfavoriti Los Angeles Lakers. A causa dei risultati ritenuti non all'altezza, ci furono malumori tra i giocatori, sfociati nella rissa tra Payton e Ricky Pierce.

### La finale 1996
Nonostante le due sconfitte al primo turno la dirigenza confermò coach Karl. L'anno dopo la squadra registrò nuovamente il miglior record della Conference; questa volta al primo turno incontrarono i Sacramento Kings che vennero eliminati in 4 gare. Al secondo turno invece giocarono contro i campioni NBA in carica, gli Houston Rockets, che vennero sconfitti per 4-0. In finale di Conference si trovarono davanti gli Utah Jazz; Kemp si misurò contro Karl Malone, aiutando i Sonics a vincere la serie 4-3. In finale giocarono contro i Chicago Bulls di Michael Jordan; i Sonics andarono subito in svantaggio per 3-0, per poi vincere due gare consecutive ma perdendo gara 6; Jordan portò i Bulls alla vittoria aggiudicandosi il titolo di MVP delle finali.

### L'addio a Seattle
L'anno successivo i Sonics pensarono di ripetere la stagione 1995-96, ma l'inizio di stagione non fu dei migliori; Kemp lamentò un trattamento salariale non appropriato per un giocatore del suo calibro; giocò il campionato con un rendimento in calo rispetto alle annate precedenti e Seattle venne eliminata nelle semifinali della Western Conference dagli Houston Rockets in 7 partite. Il rapporto tra Kemp e la società era ormai logoro e The Reign Man venne ceduto ai Cleveland Cavaliers, in una trattativa che coinvolse tre squadre e che portò ai Sonic Vin Baker. A Cleveland Shawn tornò a giocare ad alti livelli ma la squadra si fermò al primo turno dei play-off. In quel periodo Shawn iniziò a mettere su peso e il suo calo fisico non permise ai Cleveland di raggiungere i play-off per due anni di fila. Kemp venne ceduto ai Portland Trail Blazers ma la sua forma fisica continuò a peggiorare, ammettendo inoltre di aver problemi di alcolismo e tossicodipendenza, e di aver fatto spesso uso di cocaina; entrò quindi in una clinica per disintossicarsi, tornando in campo nella stagione 2002-03 con la maglia degli Orlando Magic. Al termine dell'annata in Florida, concluse la sua carriera NBA.

### Montegranaro
Nell'estate 2008 Kemp, a 39 anni e 5 anni dopo il suo ritiro, si accordò per giocare nella Premiata Montegranaro, squadra che militava nella massima serie italiana. Dopo numerosi ritardi ed incomprensioni, la squadra tuttavia decise di tagliare il giocatore prima ancora dell'inizio del campionato. Il giocatore aveva espresso la volontà di dare il suo contributo alla squadra, ma nel giorno della presentazione del team presso Porto San Giorgio fece recapitare alla società un comunicato con il quale ufficializzava il recesso e la conseguente risoluzione del suo contratto; questo perché Kemp fu costretto a recarsi negli Stati Uniti per aiutare i propri cari la cui incolumità era stata messa a repentaglio dall'uragano Ike. Inoltre, il giocatore pagò una condizione fisica ritenuta non idonea dallo staff gialloblu.

## Palmarès
- McDonald's All-American Game (1988)
- 3 volte All-NBA Second Team (1994, 1995, 1996)
- 6 volte NBA All-Star (1993, 1994, 1995, 1996, 1997, 1998)
- Medaglia d'oro con la nazionale USA ai mondiali di Toronto nel 1994
- FIBA World Cup All-Tournament Teams: 1

1994

## Statistiche
| * | Primo nella lega |

### NBA

#### Regular season
| Anno      | Squadra             | PG   | PT  | MP   | TC%  | 3P%  | TL%  | RP   | AP  | PRP | SP  | PP   |
| --------- | ------------------- | ---- | --- | ---- | ---- | ---- | ---- | ---- | --- | --- | --- | ---- |
| 1989-1990 | Seattle S.Sonics    | 81   | 1   | 13,8 | 47,9 | 16,7 | 73,6 | 4,3  | 0,3 | 0,6 | 0,9 | 6,5  |
| 1990-1991 | Seattle S.Sonics    | 81   | 66  | 30,1 | 50,8 | 16,7 | 66,1 | 8,4  | 1,8 | 1,0 | 1,5 | 15,0 |
| 1991-1992 | Seattle S.Sonics    | 64   | 23  | 28,3 | 50,4 | -    | 74,8 | 10,4 | 1,3 | 1,1 | 1,9 | 15,5 |
| 1992-1993 | Seattle S.Sonics    | 78   | 68  | 33,1 | 49,2 | 0,0  | 71,2 | 10,7 | 2,0 | 1,5 | 1,9 | 17,8 |
| 1993-1994 | Seattle S.Sonics    | 79   | 73  | 32,9 | 53,8 | 25,0 | 74,1 | 10,8 | 2,6 | 1,8 | 2,1 | 18,1 |
| 1994-1995 | Seattle S.Sonics    | 82   | 79  | 32,7 | 54,7 | 28,6 | 74,9 | 10,9 | 1,8 | 1,2 | 1,5 | 18,7 |
| 1995-1996 | Seattle S.Sonics    | 79   | 76  | 33,3 | 56,1 | 41,7 | 74,2 | 11,4 | 2,2 | 1,2 | 1,6 | 19,6 |
| 1996-1997 | Seattle S.Sonics    | 81   | 75  | 34,0 | 51,0 | 36,4 | 74,2 | 10,0 | 1,9 | 1,5 | 1,0 | 18,7 |
| 1997-1998 | Cleveland Cavaliers | 80   | 80  | 34,6 | 44,5 | 25,0 | 72,7 | 9,3  | 2,5 | 1,4 | 1,1 | 18,0 |
| 1998-1999 | Cleveland Cavaliers | 42   | 42  | 35,1 | 48,2 | 50,0 | 78,9 | 9,2  | 2,4 | 1,1 | 1,1 | 20,5 |
| 1999-2000 | Cleveland Cavaliers | 82   | 82  | 30,4 | 41,7 | 33,3 | 77,6 | 8,8  | 1,7 | 1,2 | 1,2 | 17,8 |
| 2000-2001 | Portland T. Blazers | 68   | 3   | 15,9 | 40,7 | 36,4 | 77,1 | 3,8  | 1,0 | 0,7 | 0,3 | 6,5  |
| 2001-2002 | Portland T. Blazers | 75   | 5   | 16,4 | 43,0 | 0,0  | 79,4 | 3,8  | 0,7 | 0,6 | 0,4 | 6,1  |
| 2002-2003 | Orlando Magic       | 79   | 55  | 20,7 | 41,8 | -    | 74,2 | 5,7  | 0,7 | 0,8 | 0,4 | 6,8  |
| Carriera  | Carriera            | 1051 | 728 | 27,9 | 48,8 | 27,7 | 74,1 | 8,4  | 1,6 | 1,1 | 1,2 | 14,6 |
| All-Star  | All-Star            | 6    | 5   | 20,0 | 45,8 | 20,0 | 75,0 | 5,8  | 1,7 | 1,0 | 0,7 | 9,0  |

#### Play-off
| Anno     | Squadra             | PG | PT | MP   | TC%  | 3P%   | TL%  | RP    | AP  | PRP | SP  | PP   |
| -------- | ------------------- | -- | -- | ---- | ---- | ----- | ---- | ----- | --- | --- | --- | ---- |
| 1991     | Seattle S.Sonics    | 5  | 5  | 29,8 | 38,6 | 0,0   | 81,5 | 7,2   | 1,2 | 0,6 | 0,8 | 13,2 |
| 1992     | Seattle S.Sonics    | 9  | 9  | 30,1 | 47,5 | -     | 76,3 | 12,2* | 0,4 | 0,6 | 1,6 | 17,4 |
| 1993     | Seattle S.Sonics    | 19 | 19 | 34,9 | 51,2 | -     | 80,9 | 10,0  | 2,6 | 1,5 | 2,1 | 16,5 |
| 1994     | Seattle S.Sonics    | 5  | 5  | 41,2 | 37,1 | -     | 66,7 | 9,8   | 3,4 | 2,0 | 2,4 | 14,8 |
| 1995     | Seattle S.Sonics    | 4  | 4  | 40,0 | 57,9 | 100,0 | 82,1 | 12,0  | 2,8 | 2,0 | 1,8 | 24,8 |
| 1996     | Seattle S.Sonics    | 20 | 20 | 36,0 | 57,0 | 0,0   | 79,5 | 10,4  | 1,5 | 1,2 | 2,0 | 20,9 |
| 1997     | Seattle S.Sonics    | 12 | 12 | 36,8 | 48,6 | 20,0  | 82,9 | 12,3* | 3,0 | 1,2 | 1,3 | 21,6 |
| 1998     | Cleveland Cavaliers | 4  | 4  | 38,0 | 46,5 | -     | 84,4 | 10,3  | 2,0 | 1,3 | 1,0 | 26,0 |
| 2002     | Portland T. Blazers | 3  | 0  | 11,7 | 28,6 | -     | 70,0 | 2,7   | 0,0 | 0,3 | 0,0 | 3,7  |
| 2003     | Orlando Magic       | 7  | 0  | 10,3 | 38,1 | -     | 83,3 | 2,1   | 0,0 | 0,0 | 0,0 | 3,0  |
| Carriera | Carriera            | 88 | 78 | 33,4 | 49,8 | 20,0  | 79,7 | 9,7   | 1,8 | 1,1 | 1,8 | 17,3 |

#### Massimi in carriera
- Massimo di punti: 42 vs. Los Angeles Clippers (10 dicembre 1994)[3]
- Massimo di rimbalzi: 22 vs. Dallas Mavericks (12 dicembre 1995)
- Massimo di assist: 12 vs. Charlotte Hornets (20 marzo 1994)
- Massimo di palle rubate: 7 vs. Chicago Bulls (2 marzo 2000)
- Massimo di stoppate: 10 vs. Los Angeles Lakers (18 gennaio 1991)
- Massimo di minuti giocati: 50 vs. Washington Bullets (20 novembre 1996)